# Фазилов Гуламджон
Гуламджон (Гулямджан) Фазилов (1936, місто Андижан, тепер Узбекистан) — радянський узбецький діяч, хокім Ферганської області, 1-й секретар Ферганського обласного комітету КП Узбекистану. Депутат Верховної ради Узбецької РСР 10—11-го скликань, народний депутат Узбецької РСР. 

## Життєпис
У 1959 році закінчив Ташкентський інститут інженерів іригації та механізації сільського господарства, інженер-гідротехнік.
У 1959—1961 роках — інженер Маргіланської виробничої дільниці Ферганського обласного управління зрошувальних систем.
У 1961—1962 роках — 1-й секретар Маргіланського районного комітету ЛКСМ Узбекистану Ферганської області.
Член КПРС з 1962 року.
У 1962—1964 роках — головний інженер-іригатор Ферганського колгоспно-радгоспного територіального управління.
У 1964—1966 роках — інструктор відділу Ферганського обласного комітету КП Узбекистану.
У 1966—1969 роках — начальник будівельно-монтажного управління тресту «Ферганаводбуд».
У 1969—1972 роках — завідувач відділу будівництва Ферганського обласного комітету КП Узбекистану.
Закінчив Ташкентську вищу партійну школу.
У 1972—1978 роках — керуючий тресту «Ферганаводбуд» Ферганської області.
У 1978—1985 роках — 1-й секретар Ферганського міського комітету КП Узбекистану.
У 1985—1989 роках — начальник управління об'єднання «Ферганабуд» Ферганської області.
У 1989 — червні 1990 року — голова виконавчого комітету Ферганської обласної ради народних депутатів.
21 червня 1990 — 14 вересня 1991 року — 1-й секретар Ферганського обласного комітету КП Узбекистану.
Одночасно, з липня 1990 по лютий 1992 року — голова Ферганської обласної ради народних депутатів.
21 лютого 1992 — 1992 року — хокім Ферганської області.
Подальша доля невідома.

## Нагороди
- орден Трудового Червоного Прапора
- медалі